# 重要影響事態に際して実施する船舶検査活動に関する法律
重要影響事態に際して実施する船舶検査活動に関する法律（じゅうようえいきょうじたいにさいしてじっしするせんぱくけんさかつどうにかんするほうりつ、平成12年12月6日法律第145号）は、重要影響事態法が定める船舶検査の方法や手続き、武器使用などに関する日本の法律である。略称は船舶検査活動法。
2000年（平成12年）12月6日に公布された。
船舶検査と略される場合もあるが、船舶検査は、元々は国土交通省所管の船舶安全法に基づく船体の検査（車検に該当する）を指す用語で意図が全く異なるため注意が必要。
目的は、重要影響事態法1条に規定する重要影響事態に対応して日本が実施する船舶検査活動に関し、その実施の態様、手続その他の必要な事項を定め、重要影響事態法と相まって、日米安保条約の効果的な運用に寄与し、日本の平和および安全の確保に資することにある。

## 船舶検査活動
重要影響事態に際し、国連安保理の決議に基づいて、または旗国の同意を得て自衛隊が行う。船舶（軍艦等を除く）の積荷及び目的地を検査し確認する。必要に応じ当該船舶の航路または目的港もしくは目的地の変更を要請する。
実施場所は、日本国領海または日本国周辺の公海で、排他的経済水域を含む。
実施の態様は、以下の通り、別表が定める。
| 番号 | 区分                 | 実施の態様 |
| ---- | -------------------- | --- |
| 一   | 航行状況の監視       | 船舶の航行状況を監視すること。 |
| 二   | 自己の存在の顕示     | 航行する船舶に対し、必要に応じて、呼びかけ、信号弾及び照明弾の使用その他の適当な手段（実弾の使用を除く。）により自己の存在を示すこと。                                                                           |
| 三   | 船舶の名称等の照会   | 無線その他の通信手段を用いて、船舶の名称、船籍港、船長の氏名、直前の出発港又は出発地、目的港又は目的地、積荷その他の必要な事項を照会すること。                                                                   |
| 四   | 乗船しての検査、確認 | 船舶（軍艦等を除く。以下同じ。）の船長又は船長に代わって船舶を指揮する者（以下「船長等」という。）に対し当該船舶の停止を求め、船長等の承諾を得て、停止した当該船舶に乗船して書類及び積荷を検査し、確認すること。 |
| 五   | 航路等の変更の要請   | 船舶に第二条に規定する規制措置の対象物品が積載されていないことが確認できない場合において、当該船舶の船長等に対しその航路又は目的港若しくは目的地の変更を要請すること。                                           |
| 六   | 船長等に対する説得   | 四の項の求め又は五の項の変更の要請に応じない船舶の船長等に対し、これに応じるよう説得を行うこと。 |
| 七   | 接近、追尾等         | 六の項の説得を行うため必要な限度において、当該船舶に対し、接近、追尾、伴走及び進路前方における待機を行うこと。                                                                                                   |